# Kurinjippādi
Kurinjippādi är en ort i Indien.   Den ligger i distriktet Cuddalore och delstaten Tamil Nadu, i den södra delen av landet, 1 900 km söder om huvudstaden New Delhi. Kurinjippādi ligger 22 meter över havet och antalet invånare är 23 017.
Terrängen runt Kurinjippādi är platt. Runt Kurinjippādi är det mycket tätbefolkat, med 1 095 invånare per kvadratkilometer. Kurinjippādi är det största samhället i trakten. Trakten runt Kurinjippādi består till största delen av jordbruksmark.